# Ops ogyes
Ops ogyes är en fjärilsart som beskrevs av De Nicéville 1895. Ops ogyes ingår i släktet Ops och familjen juvelvingar. Inga underarter finns listade i Catalogue of Life.